# Aysha zenzesi
Aysha zenzesi är en spindelart som först beskrevs av Cândido Firmino de Mello-Leitão 1945. 
Aysha zenzesi ingår i släktet Aysha och familjen spökspindlar. Inga underarter finns listade.